# Ted Burgin
Pour les articles homonymes, voir Burgin.
Ted Burgin, né le 29 avril 1927 à Sheffield (Angleterre) et mort le 26 mars 2019, est un footballeur anglais, qui évoluait au poste de gardien de but à Sheffield United.

## Carrière de joueur
- 1949-1957 : Sheffield United
- 1957-1958 : Doncaster Rovers
- 1958-1961 : Leeds United
- 1960-1966 : Rochdale AFC

## Palmarès

### Avec Sheffield United
- Vainqueur du Championnat d'Angleterre de football D2 en 1953.